# Włochaty
Włochaty est un groupe polonais d'anarcho-punk, originaire de Szczecin. Leurs textes très engagés à gauche s'allient à une musique fortement influencée par le groupe Conflict. 

## Histoire
Leur premier concert du groupe s'organise en 1987 à Szczecin. Le groupe joue alors sous le nom de Włochaty Odkurzacz (« l'aspirateur poilu » en polonais). Le groupe change de nom en 1990 pour devenir Włochaty. La même année, ils enregistrent plusieurs de leurs compositions qu'ils envoient sans succès au festival de Jarocin (Le plus grand festival de rock alternatif en Europe de l'Est). Ils réitèrent leur demande au festival sans succès les deux années suivantes. À la fin de l'année 1990, le chanteur Paulus rejoint le groupe et ils enregistrent ensemble leurs morceaux compilés dans l'album For Sale sorti en format cassette à cent exemplaires. En 1993, le groupe accède enfin à la scène du festival de Jarocin.
En mars 1994 sort l'album éponyme Wlochaty diffusé par le label Silverstone. L'album For Sale est édité la même année par le label polonais indépendant ABC Tapes. En 1995, la formation part pour deux semaines de concert en Allemagne avec le groupe Oi Polloi. Le nouvel album Wojna Przeciwko Ziemi sort en 1996 chez Nikt Nic Nie Wie. L'année 1997 est marqué par le départ de Fagas suivi du saxophoniste Anka et par l'arrivée du nouveau guitariste Filip. En septembre 1998, le batteur Billy se fracture la jambe mais continue cependant de jouer malgré la gravité de sa blessure. Il est hospitalisé en 2001 pour une intervention durant laquelle il subit l'amputation de sa jambe. En 1999, sort l'album Droga Oporu et l'année suivante deux nouveaux EP Zamiana Pieniędzy na Rebelię et Zmowa.
Après une pause de deux ans et le retour de Billy, le groupe organise un concert anniversaire pour célébrer leur 15 ans, le 18 mai 2002, dont sera tiré leur album live Tryumf Anarchii nad Tyranią. L'année suivante, le groupe part en tournée en France, en Suisse et continue de se produire en concert en Pologne. Ils partagent d'ailleurs l'affiche avec le groupe d'anarcopunk britannique Conflict à plusieurs reprises. L'album Dzień Gniewu en 2004 marque l'arrivée des deux nouveaux guitaristes Skoda et Florens (remplacé peu après pas Dydas). L'album Bunt i Miłość sort en 2005. En 2007, le groupe décide de faire une pause. Ils reviennent à la fin de l'année 2008 avec un nouveau chanteur et soutiennent la campagne Small Place menée par Amnesty International.
Leur dernier album, Wbrew wszystkiemu est sorti le 1er juillet 2010. En 2016, le groupe participe au Punk Fest avec Dezerter et Gaga i inni. Ils y reviennent en 2017.

## Discographie
- 1991 : For Sale (réédité en 1994)
- 1993 : Włochaty
- 1996 : Wojna Przeciwko Ziemi
- 1999 : Droga Oporu
- 2000 : Zamiana Pieniędzy na Rebelię
- 2000 : Zmowa
- 2003 : Tryumf Anarchii nad Tyranią
- 2004 : Dzień Gniewu
- 2005 : Bunt i Miłość
- 2010 : Wbrew wszystkiemu

## Membres

### Membres actuels
- Jeż - basse, chant (depuis 1987)
- Skoda - guitare, chant (depuis 2003)
- Dydas - guitare, chant (depuis 2004)
- Billy - batterie (1987-2007, depuis 2009)
- Graba - chant (depuis 2009)

### Anciens membres
- Pauluss - chants (1990-2008)
- Zebra
- Kamil - batterie (2008)
- Florens - guitare, chant (2004)
- Graba - guitare, chant (2002-2003)
- Kieras - guitare (2000-2001)
- Filip - guitare (1997-2001)
- Anka - saxophone, chant (1994-1997)
- Roberto - guitare (1997)
- Fagas - guitare (1987-1997)